# Butera
Butera es una comuna siciliana de 5.351 habitantes. Su superficie es de 295 km². Su densidad es de 18 hab/km². Forma parte de la región italiana de Sicilia. Esta ciudad está situada en la provincia de Caltanissetta. Las comunas limítrofes son Gela, Licata (AG), Mazzarino, Ravanusa (AG), y Riesi. 

## Evolución demográfica
| Gráfica de evolución demográfica de Butera entre 1861 y 2001 |
|                                                              |
| Fuente ISTAT - elaboración gráfica de Wikipedia              |

- Wikimedia Commons alberga una categoría multimedia sobre Butera.

- Datos: Q477405
- Multimedia: Butera / Q477405

1. ↑  Worldpostalcodes.org, código postal n.º 93011.
2. ↑  «Codici Catastali». Comuni-italiani.it (en italiano). Consultado el 29 de abril de 2017.